# Der Neujahrszug
Der Neujahrszug (chinesisch 回家專列 / 回家专列, Pinyin Huí jiā zhuānliè) ist eine Science-Fiction-Kurzgeschichte der chinesischen Schriftstellerin Hao Jingfang, zuerst veröffentlicht in ELLE China (世界时装之苑) im Januar 2017. Eine deutsche Übersetzung von Marc Hermann erschien am 9. März 2020 in der Anthologie Zerbrochene Sterne, herausgegeben vom Heyne Verlag.

## Handlung
Ein Zug mit einem neuartigen Raumzeitantrieb (welcher parallel in einem Fernsehinterview vom verantwortlichen Physiker Li Dapang erklärt wird) verschwindet unerwartet, taucht jedoch nach erfolgreicher Reparatur wieder auf. In der Außenwelt sind nur sechs Stunden vergangen, an Bord des Zuges jedoch viele Tage. Nach Beendigung des Interviews fragt sich der Reporter, warum die Passagiere überhaupt nicht entzürnt, sondern glücklich über den Vorfall waren. Li Dapang entgegnet darauf, dass es keinen Grund gebe: Sie hatten erkannt, dass sie trotzdem zum geplanten Zeitpunkt ankommen würden, also gewissermaßen einfach Zeit geschenkt bekamen, und daher die Reise selbst noch länger genießen konnten. Wunderlicherweise rasen Menschen oft selbst dann, wenn das Ziel (wie etwa der Tod) längst feststeht, trotzdem auf das Ende zu.